# Nesoi
A la mitologia grega, les Nesoi eren les deesses de les illes. De cada illa es deia que tenia la seva pròpia personificació. Van ser classificades com uns dels antics déus elementals anomenats Protogenoi. De les illes Nesoi es deia que havien estat en temps unes muntanyes (en grec, Ourea), però que Posidó les va colpejar violentament i les submergí al mar amb el seu trident.